# Mitreum w Hawarte
Mitreum w Hawarte – sanktuarium perskiego boga Mitry, odkryte pod bazyliką arcybiskupa Focjusza w Hawarte w Syrii, niedaleko Apamei.

## Badania archeologiczne
W latach 70. XX wieku prace archeologiczne na stanowisku Hawarte prowadzili Maria Teresa i Pierre Canivet. Badali między innymi trzynawową bazylikę arcybiskupa Focjusza wzniesioną w 480 roku. Mitreum odsłonięte zostało około 20 lat po tych wykopaliskach, kiedy zapadła się mozaikowa posadzka pośrodku głównej nawy kościoła. W 1998 roku na zaproszenie Generalnej Dyrekcji Starożytności i Muzeów Syrii badania rozpoczął Michał Gawlikowski z ramienia Centrum Archeologii Śródziemnomorskiej UW. Głównym celem ekspedycji było zbadanie mitreum  oraz zabezpieczenie pozostałości malowideł pokrywających ściany oraz sklepienie groty. Samo pomieszczenie jak i malowidła zostały wcześniej wyrabowane, pozostały jedynie fragmenty dekoracji. Również warunki atmosferyczne, na jakie mitreum było eksponowane od momentu odsłonięcia do czasu rozpoczęcia badań, spowodowały uszkodzenia malowideł. Wykopaliska trwały do 2005 roku, do tego czasu zabezpieczono fragmenty malowideł in situ, a następnie rozpoczęto prace konserwatorskie. W 2005 i 2006 roku zabezpieczone zostały fragmenty malowanych tynków przewiezionych z innych placówek do muzeum w Hamie. W 2010 roku został zapoczątkowany projekt Dobrochny Zielińskiej, którego celem była rekonstrukcja programu ikonograficznego dekoracji malarskiej mitreum.

## Malowidła
Dekoracja malarska w mitreach występuje rzadko i zwykle ogranicza się do obramowania niszy; znanych jest niewiele podobnych przykładów (m.in. z Dura Europos). Unikatowe malowidła na ścianach w Hawarte przedstawiają sceny symboliczne nawiązujące do mitu o Mitrze, tym samym stanowiąc ważne źródło dla badań nad mitraizmem.